# ダラーラ・F2 2018

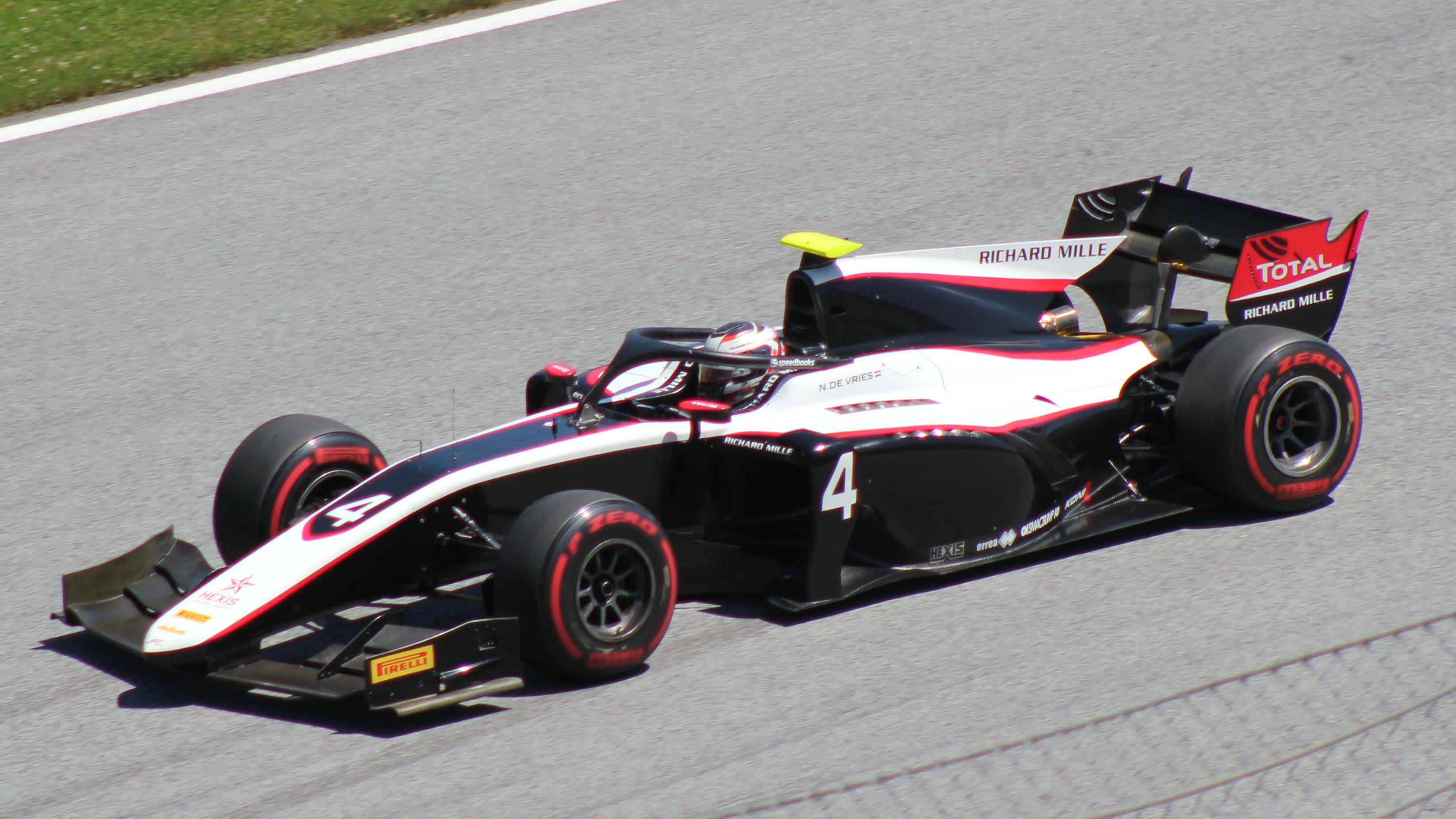
ニック・デ・フリースが駆るF2 2018（レッドブル・リンクにて）

ダラーラ・F2 2018（Dallara F2 2018）もしくはダラーラ・F2/18（Dallara F2/18）は、イタリアのレーシングカーコンストラクター、ダラーラが製作したフォーミュラカーである。2018年から2023年までFIA F2選手権で使用されていた。

## 概要
2017年8月31日、F1・第13戦イタリアGPが行われるモンツァで初公開された。外観は、後方に傾斜するフロントウイングや、ターニングベーン、サイドポンツーン、ワイド・アンド・ローになったリヤウイングなど、当時の最新F1マシンのエアロデザインを反映したものになっている。また、コクピット上部には2018年からF1で採用されているドライバー保護システム「ハロ」最新版が装着されている。
エンジンはメカクローム製で、GP2時代から搭載されていた4.0 L (244 cu in) V8自然吸気エンジンを3.4 L (207 cu in) V6シングルターボエンジンを搭載。
タイヤはピレリを使用する。
変わったところでは、2025年公開予定の映画『F1/エフワン』において、同映画の主な舞台となる「APX GP」チームが使用するマシンのベースとして使われている。映画内で使用されるマシンは、2023年時点のF1レギュレーションに従った空力などのモディファイが行われているほか、「メルセデスエンジンを搭載している」設定のため、カラーリングもメルセデスや同チームのスポンサーロゴが入ったものとなっている。